# Skamona
Skamona (Secamone) je rod rostlin z čeledi toješťovité. Jsou to liány a šplhavé keře se vstřícnými jednoduchými listy a drobnými bílými, žlutými nebo zelenavými, pětičetnými květy. Rod zahrnuje asi 80 druhů a je rozšířen v tropech Starého světa. Nejvíce druhů roste na Madagaskaru. Některé druhy mají využití v medicíně.

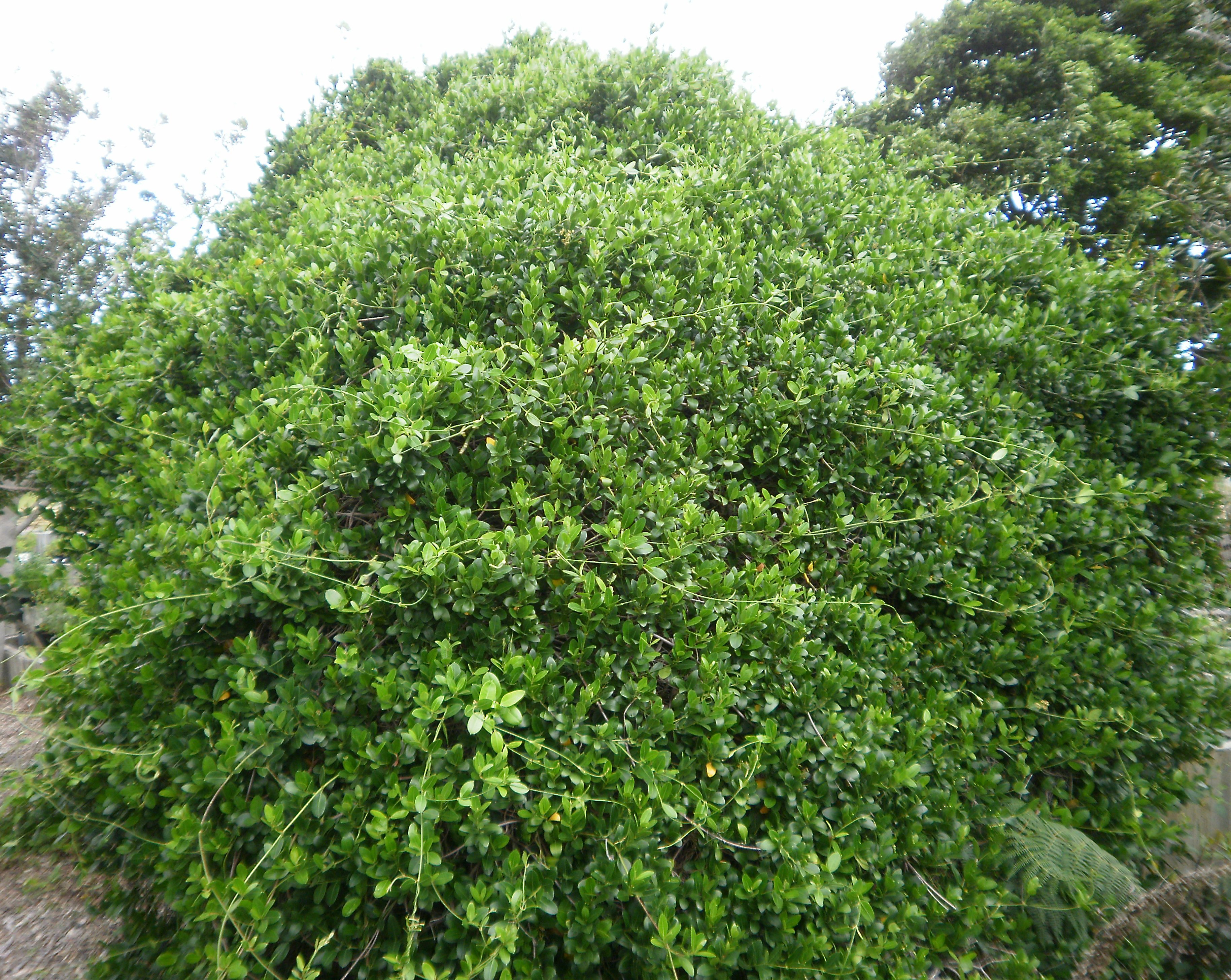
Jihoafrická skamona Secamone alpini

## Popis
Skamony jsou polodřevnaté liány nebo šplhavé a výjimečně i přímé keře. Listy jsou vstřícné (na zkrácených větévkách někdy zdánlivě přeslenité), čárkovité, vejčité až téměř okrouhlé, řapíkaté, na ploše často průsvitně tečkované. Květy jsou drobné, o průměru od 1,5 mm až přes 1 cm, uspořádané v úžlabních nebo vrcholových, přisedlých nebo krátce stopkatých vrcholících. Kališní lístky jsou na okraji brvité. Koruna je bílá, žlutá nebo zelenavá, kolovitá, s krátkou trubkou. Korunní cípy se překrývají směrem doprava. Pakorunka je obvykle zdvojená. Vnější kruh je redukován na příčný val, laloky vnitřního kruhu jsou ze stran zploštělé a připojené ke gynostemiu. Nitky tyčinek jsou volné nebo na bázi srostlé. Semeník je lysý, s hlavatou až krátce kuželovitou bliznovou hlavou. Plodem jsou hladké měchýřky obsahující vejcovitá semena.

## Rozšíření
Rod skamona zahrnuje asi 80 druhů. Je rozšířen v Africe, na Madagaskaru, tropické a subtropické Asii a Austrálii.
Na Madagaskaru a přilehlých ostrovech roste 69 druhů. Z Africké pevniny je udáváno 19 druhů, areál rozšíření sahá od Senegalu po Kapsko na jihu a severní Somálsko na východě. Jeden druh roste na ostrově Sokotra. Rod je zastoupen i na dalších ostrovech a souostrovích v Indickém oceánu: Mauricius, Réunion, Rodrigues, Seychely, Zanzibar, Pemba (ostrov) a Komory. V Asii sahá areál rozšíření od jižní Indie a Srí Lanky přes jižní Čínu a jihovýchodní Asii po východní Austrálii a Novou Kaledonii.
V Číně se vyskytuje 6 druhů, které rostou v lesích a keřové vegetaci v nadmořských výškách do 800 m. Na africké pevnině má široké rozšíření zejména druh S. africana.

## Ekologické interakce
Páchnoucí květy kapského druhu Secamone alpinii jsou opylovány zejména mouchami.
Na listech S. elliptica (a některých jiných zástupcích toješťovitých) se v Austrálii živí housenky pohledného babočkovitého motýla Tirumala hamata

## Význam
Kořeny asijského druhu S. elliptica jsou v Číně používány při léčbě revmatismu a traumatických zranění.
V botanických zahradách se sekamony téměř nepěstují. Blíže neurčený druh je uváděn pouze ze sbírek Pražské botanické zahrady v Tróji.